# دايفيد فرنانديز (صحفي)
دايفيد فرنانديز (بالإسبانية: David Fernàndez i Ramos) (و. 1974  م) هو صحفي، وناشط مجتمعي، وسياسي إسباني، ولد في برشلونة.

## مناصب
تولى منصب عضو البرلمان الكاتالوني ‏ (17 ديسمبر 2012–4 أغسطس 2015)
.

## التعليم
تعلم في جامعة برشلونة المستقلة
.